# Justin Chatwin
Justin Chatwin (Nanaimo, Colúmbia Britânica, 31 de outubro de 1982) é um ator canadense. Mais conhecido por seu papel no filme O Invisível e Dragonball Evolution no papel de Goku. Justin também é embaixador para a Operation Smile.

## Biografia
Justin Chatwin Smania nasceu em Nanaimo, Colúmbia Britânica, filho de mãe artista e um pai engenheiro.
Antes de se tornar ator, Justin estudava comércio na University of British Columbia, ele foi descoberto em 2001, aos dezoito anos, quando um amigo o convidou para fazer um teste. Ele aceitou, e então descobriu o que gostava de fazer, e começou a trabalhar como ator. Depois de seis meses largou a faculdade e com o total apoio da mãe passou a se dedicar totalmente a carreira de ator.
Sua estreia no cinema, foi no mesmo ano de 2001, no filme Josie e as Gatinhas. Depois atuou em outros filmes, incluindo os independentes Más Companhias, SuperBabies: Baby Geniuses 2 e Roubando Vidas, além de algumas participações em séries como Lost, Smallville, Taken e Weeds.
Se tornou mais conhecido, quando fez o filme Guerra dos Mundos em 2005, no papel de "Robbie", filho mais velho do protagonista interpretado por Tom Cruise.
Em 2006 ele ainda participou da popular série Lost, interpretando o policial Eddie.
Depois disso, foi pela primeira vez protagonista de um filme, estrelando o suspense O Invisível, no papel de "Nick Powell".
Chatwin vai interpretar o músico e compositor Emitt Rhodes, em um próximo filme de mesmo nome.

## Filmografia
| Filmes        | Filmes                                                  | Filmes                       | Filmes                                            |
| Ano           | Título Original                                         | Título (Brasil)              | Papel                                             |
| ------------- | ------------------------------------------------------- | ---------------------------- | ------------------------------------------------- |
| 2001          | Josie and the Pussycats                                 | Josie e as Gatinhas          | Fã adolescente                                    |
| 2003          | The Incredible Mrs. Ritchie                             | The Incredible Mrs. Ritchie  | Lawrence (para TV)                                |
| 2004          | Prodigy                                                 | Prodigy                      | (para TV)                                         |
| 2004          | Taking Lives                                            | Roubando Vidas               | Matt Soulsby                                      |
| 2004          | Superbabies: Baby Geniuses 2                            | Superbabies: Baby Geniuses 2 | Zack                                              |
| 2005          | The Chumscrubber                                        | Más Companhias               | Billy Peck                                        |
| 2005          | War of the Worlds                                       | Guerra dos Mundos            | Robbie Ferrier                                    |
| 2007          | The Invisible                                           | O Invisível                  | Nick Powell                                       |
| 2008          | Middle of Nowhere                                       | Um Amor de Verão             | Ben Pretzler                                      |
| 2009          | Dragonball Evolution                                    | Dragonball Evolution         | Goku                                              |
| 2011          | Funkytown                                               | Funkytown                    | Tino                                              |
| 2011          | Asleep at the Wheel                                     | Asleep at the Wheel          | Vince                                             |
| 2014          | Bang Bang Baby                                          | Bang Bang Baby               | Bobby Shore                                       |
| 2015          | The Cycle                                               | The Cycle                    | Robbie                                            |
| 2015          | No Stranger Than Love                                   | No Stranger Than Love        | Rydell White                                      |
| 2016          | Poor Boy                                                | Poor Boy                     | Jackie Clean                                      |
| 2016          | Urge                                                    | Urge: Droga Mortal           | Jason Brettner                                    |
| 2016          | Unleashed                                               | Meu Namorado É o Bicho       | Diego/Ajax                                        |
| 2016          | 1 Night                                                 | 1 Night                      | Drew McFarland                                    |
| 2017          | CHiPS                                                   | CHiPS                        | Raymond Reed Kurtz Jr.                            |
| 2017          | The Scent of Rain and Lightning                         | Dias de Chuva e Tempestade   | Hugh Jay Linder                                   |
| 2017          | We Don't Belong Here                                    | À Beira do Abismo            | Tomas                                             |
| 2018          | In the Cloud                                            | Fronteira Virtual            | Halid "Hale" Begovic                              |
| 2018          | The Assassin's Code                                     | The Assassin's Code          | Michael Connelly                                  |
| 2019          | Summer Night                                            | Noite De Verão               | Andy                                              |
| 2021          | Die in a Gunfight                                       | Entre Tiros e Beijos         | Terrence Uberahl                                  |
| 2022          | The Walk                                                | O Trajeto                    | Bill Coughlin                                     |
| 2023          | Reagan                                                  | Reagan                       | Jack Reagan                                       |
| Séries        |                                                         |                              |                                                   |
| Ano           | Título                                                  | Papel                        | Episódios                                         |
| 2001          | Christy, Choices of the Heart, Part II: A New Beginning | John Spencer                 | 2 episódios                                       |
| 2001          | Smallville                                              | Adolescente                  | 1 episódio                                        |
| 2001          | Mysterious Ways                                         | J.T. Stanislaw               | 1 episódio                                        |
| 2002          | Glory Days                                              | Barry Bowers                 | 1 episódio                                        |
| 2002          | Beyond Belief: Fact or Fiction                          | Vinny Rose                   | 1 episódio                                        |
| 2002          | Night Visions                                           | Pete Hartford                | 1 episódio                                        |
| 2002          | Just Cause                                              | Shaun Martin                 | 1 episódio                                        |
| 2002          | Taken                                                   | Clauson                      | 2 episódios                                       |
| 2004          | Traffic                                                 | Tyler McKay                  | Minissérie                                        |
| 2005          | Weeds                                                   | Josh Wilson                  | 1 episódio                                        |
| 2006          | Lost                                                    | Edward F. Eddie Colburn      | 1 episódio                                        |
| 2011-presente | Shameless                                               | Steve Wilton/Jimmy Lishman   | Série de TV                                       |
| 2015          | Orphan Black                                            | Jason                        | Recorrente 3ª temporada                           |
| 2016          | Doctor Who                                              | Grant/O Fantasma             | Episódio de natal "The Return of Doctor Mysterio" |
| 2016          | American Gothic                                         | Cam Hawthorne                | Minissérie                                        |
| 2017          | The Doomsday Project                                    | Chris Wyatt                  | Episódio Piloto                                   |
| 2019-2021     | Another Life                                            | Erik Wallace                 | Série de TV                                       |